# Мазу (богиња)
Мазу или Матсу је кинеска богиња мора позната и по неколико других имена и титула. Мазу је проглашена за богињу - Лин Монијанг, шаманка из Фуђена за коју се каже да је живела у касном 10. веку. Након своје смрти, постала је поштована као божанство чувара кинеских морепловаца, укључујући рибаре и морнаре. Њено обожавање се проширило по обалним регионима Кине и прекоморским кинеским заједницама широм југоисточне Азије. Традиционално се сматрало да Мазу лута морима, штитећи своје вернике чудесним делима. Њени верници је сада генерално сматрају моћном и доброћудном Краљицом неба.
Обожавање Мазу је популарно на Тајвану јер су многи рани кинески досељеници на Тајвану били Хокло људи из Фуђена. Њен фестивал је велики догађај на Тајвану. Под Си Ђинпингом, ходочашћа везана за Мазу постала су путања за ширења утицаја Комунистичке партије Кине ради промовисања кинеског уједињења.

## Имена и титуле
Поред Мазу или Ма-тсу, што значи „предак по мајци“ „мајка“, „бака“, Лин Монијанг се обожава под разним другим именима.
Иако многи Мазу храмови поштују њене титуле Тианхоу и Тианфеи, постало је уобичајено да јој се никада не моле под тим именима у хитним случајевима јер се веровало да би се Мазу, чувши једну од њених формалних титула, могла осећати обавезном да се дотерује и обуче како приличи њеном положају пре него што прими молбу. Сматрало се да су молитве које су је призивале као Мазу брже услишане.

## Историја
Веома мало се зна о историјској Лин Монијанг. Она је очигледно била шаманка из малог рибарског села на острву Меиџоу, део округа Путјен у Фуђену, крајем 10. века. Међутим, вероватно није живела тамо, већ на оближњем копну. Током ове ере, Фуђен је био центар прилива избеглица које су бежале од инвазија северне Кине и претпостављено је да је Мазу култ представљао хибридизацију кинеске и домородачке културе. Најранији запис о њеном култу је из два века касније, натпис из 1150. године који помиње „могла је да прориче човекову срећу и несрећу“ и „после њене смрти, људи су јој подигли храм на њеном родном острву“.

## Легенда
Легенде о животу Лин Монијанг су широко успостављене до 12. века.
За њу се говорило да је рођена у Краљевству Мин,  960 н.е, прва година династије Сунг. Велика збирка о пореклу и развоју три учења и истраживању божанског, међутим, поставила је њено рођење много раније, у 742.
Рани извори говоре о њој као о "госпођици Лин"; њено име Мо („Тиха“) или Монијанг („Тиха девојка“) појавило се касније. Речено је да је изабрана када није плакала након рођења; остала је тихо и замишљено дете још четири године. За њу се говорило да је била шеста или седма ћерка Лин Јуана. За Мазу је речено да је била опчињена статуом Гуањин у храму који је посетила као дете, након чега је постала ватрени будиста.
Често се говори да је проучавала верску литературу, да је савладала Конфучија и главне будистичке сутре. Умела је да се манифестује и на даљину и користила је ову моћ да обиђе баште у околном селу, иако је тражила дозволу власника пре него што је сакупила цвеће да понесе кући. Иако је почела да плива тек са релативно касних 15 година, убрзо је у томе бриљирала. Речено је да је стајала на обали у црвеној одећи да води рибарске чамце кући, без обзира на сурово или опасно време. Упознала је таоистичког бесмртника на фонтани у шеснаестој години и добила амајлију или две бронзане плоче које је превела или користила за истеривање демона, за исцељење болесника и за спречавање катастрофа. За њу се такође говорило да ствара кишу током суше.
Главна легенда се тиче њеног спасавања једног или неких чланова своје породице када су били ухваћени на мору током тајфуна, када је имала 16 година.
У ранијим записима, Мазу је умрла неудата са 27 или 28 година. (Њен целибат се понекад приписивао завету који је дала након што је изгубила брата на мору.) Датум њене смрти је на крају постао конкретан датум двоструког деветог фестивала 987. чиме је по западном рачунању имала 27 година и 28 традиционалним кинеским датирањем. Речено је да је умрла у медитацији, иако у неким извештајима није умрла већ се сама попела на планину и узнела се на небо као богиња у снопу јарке светлости. У другима је умрла протестујући због нежељене веридбе. Друга легенда наводи њену смрт у 16. години, говорећи да се удавила након што се исцрпила у неуспелом покушају да пронађе свог изгубљеног оца, наглашавајући њену родитељску побожност. Њен леш је потом избачен на обалу острва Нанган, где се чува гробница за коју се каже да је њена.

## Митови
Поред легенди о њеном земаљском животу, Мазу се појављује у бројним кинеским митовима.

## Наслеђе
Данас се мазуизам практикује у око 1500 храмова у 26 земаља широм света, углавном у источно-азијској културној сфери или у прекоморским кинеским заједницама. Од ових храмова, скоро 1000 се налази на Тајвану, што представља удвостручење од 509 храмова забележених 1980. године и више десетина пута више од броја забележених пре 1911. године. Ови храмови су генерално регистровани као таоистички, иако се неки сматрају будистичким. У Хонг Конгу постоји више од 90 Мазу храмова. У континенталној Кини, мазуизам је формално класификован као култ изван будизма и таоизма, иако бројни будистички и таоистички храмови укључују њена светилишта. Њено обожавање је углавном дозвољено, али се не охрабрује, са већином преживелих храмова концентрисаних око Путјена у Фуђену. Постоји више од 40 храмова у Гуангдунгу и Хајнану и више од 30 у Џеђангу и Ђангсуу, али многи историјски храмови се сада третирају као музеји и њима управљају локални паркови или културне агенције. Од раних 2000-их, дозвољено је ходочашће са Тајвана у храмове у Фуђену. Храм А-Ма на острву Макао је вероватан извор његовог имена на португалском и енглеском; историјски и заштићени храм Тин Хау, залив Козвеј у Хонг Конгу је извор имена области Тин Хау из кантонског изговора једне од Мазуових титула, „Царица неба“. Храм Мазу у Мелбурну је највећи кинески храм у Аустралији.
Највиша статуа богиње на свету је висине 42,3 м -  Мазу из Тиањина која је подигнута 2012.

### Ходочашћа
Примарни храмски фестивал у мазуизму је традиционални рођендан Лин Монијанг 23. дана 3. месеца кинеског лунарног календара. На Тајвану се одржавају два велика ходочашћа у њену част. На оба фестивала, ходочасници ходају више од 300 километара да би између два храма понели носиљку са статуама богиње. Још један велики фестивал је онај око храма Тијанхоу у Лукангу. У зависности од године, дан фестивала Мазу може пасти већ средином априла или чак средином маја.
Годишњица њене смрти или наводног вазнесења на небо такође се слави, обично на Дупли девети фестивал (деветог дана деветог месеца по лунарном календару).

#### Активности владе
Одељење за рад Уједињеног фронта Централног комитета Комунистичке партије Кине (КПК) све више користи Мазу као оруђе за залагање за кинеско уједињење. Године 2011, генерални секретар КПК Си Ђинпинг дао је инструкције кадровима да „у потпуности искористе“ Мазу за напоре кинеског уједињења.

### У уметности
Након смрти, Мазу је остала упамћена као млада дама која је носила црвену хаљину док је лутала морима. У религиозним статуама, она је обично одевена у одећу царице и украшена додацима. Њене храмове обично штите богови врата који се разликују по изгледу, али су често демони.
Лин Монијанг (2000), мања фуђенска ТВ серија, била је драматизација Мазуиног живота као смртника. Мазу (海之傳說媽祖, 2007) је био тајвански анимирани играни филм кинеске компаније за производњу карикатура, који приказује њен живот као шаманке и богиње.